# Gennaro Rambone
(Gennaro Rambone)
Gennaro Rambone (Napoli, 1º aprile 1935 – Napoli, 12 giugno 2010) è stato un allenatore di calcio e calciatore italiano, di ruolo ala.

## Carriera
Nato nel Rione Sanità di Napoli, spesso oltre le 10 realizzazioni a stagione in Serie B, giocò nel Catanzaro, nel Brescia nel Venezia, nella Salernitana, nel Matera e per una stagione in Serie A con il Napoli, con cui collezionò 8 presenze nella stagione 1959-1960, andando a segno in occasione della sconfitta interna contro il Bari del 20 dicembre 1959.
Successivamente diventò allenatore di molte squadre, soprattutto nelle serie minori, anche se nel 1982-83 affiancò Bruno Pesaola alla guida del Napoli in A e guidò in B Como, Padova e Catania. Fu in seguito addetto anche alla preparazione atletica dell'Olympique Marsiglia.
Terminata la carriera di allenatore, diventò personaggio televisivo: divenne opinionista della trasmissione sportiva Number Two su Telenapoli 34. Nell'autunno 2008 è stato opinionista nella trasmissione satirica di Rai 2 Artù, condotta da Gene Gnocchi ed Elisabetta Canalis.
Da novembre del 2009 era in collegamento da Ischia nella trasmissione comicosportiva condotta da Gene Gnocchi su SKY Sport 1, Gnok Calcio Show.

## Morte
È deceduto sabato 12 giugno 2010, all'Ospedale Cardarelli di Napoli, dopo 4 giorni di ricovero a causa di una grave insufficienza respiratoria, patologia di cui soffriva da tempo.

## Palmarès

### Giocatore

#### Competizioni regionali
- Promozione: 1

Cirio: 1952-1953

#### Competizioni nazionali
- Serie C: 1

Catanzaro: 1958-1959
- IV Serie: 1

Cirio: 1954-1955

### Allenatore

#### Competizioni regionali
- Promozione: 2

Sorrento: 1967-1968
Campobasso: 1971-1972

#### Competizioni nazionali
- Serie D: 1

Sorrento: 1968-1969
- Serie C: 1

Catania: 1974-1975
- Serie C1: 1

Catania: 1979-1980